# Memoriał Dienisa Tena 2023
Memoriał Dienisa Tena 2023 – siódme zawody łyżwiarstwa figurowego z cyklu Challenger Series 2023/2024. Zawody rozgrywano od 1 do 4 listopada 2023 roku w Barys Arena Ice Palace w Astanie.
W konkurencji solistów triumfował Koreańczyk Lim Ju-heon, zaś w konkurencji solistek reprezentantka Izraela Marija Sieniuk. W parach tanecznych wygrali reprezentanci Gruzji Diana Davis i Gleb Smołkin.

## Rekordy świata
| Rekordy świata (GOE±5) na moment rozpoczęcia zawodów (stan na 13 października 2023): | Rekordy świata (GOE±5) na moment rozpoczęcia zawodów (stan na 13 października 2023): | Rekordy świata (GOE±5) na moment rozpoczęcia zawodów (stan na 13 października 2023): | Rekordy świata (GOE±5) na moment rozpoczęcia zawodów (stan na 13 października 2023): | Rekordy świata (GOE±5) na moment rozpoczęcia zawodów (stan na 13 października 2023): | Rekordy świata (GOE±5) na moment rozpoczęcia zawodów (stan na 13 października 2023): |
| Konkurencja                                                                          | Segment                                                                              | Zawodnicy                                                                            | Punkty                                                                               | Zawody                                                                               | Data                                                                                 |
| ------------------------------------------------------------------------------------ | ------------------------------------------------------------------------------------ | ------------------------------------------------------------------------------------ | ------------------------------------------------------------------------------------ | ------------------------------------------------------------------------------------ | ------------------------------------------------------------------------------------ |
| Soliści                                                                              | Nota łączna                                                                          | Nathan Chen                                                                          | 335,30                                                                               | Finał Grand Prix 2019                                                                | 7 grudnia 2019                                                                       |
| Soliści                                                                              | Program dowolny                                                                      | Nathan Chen                                                                          | 224,92                                                                               | Finał Grand Prix 2019                                                                | 7 grudnia 2019                                                                       |
| Soliści                                                                              | Program krótki                                                                       | Nathan Chen                                                                          | 113,97                                                                               | Zimowe igrzyska olimpijskie 2022                                                     | 10 lutego 2020                                                                       |
| Solistki                                                                             | Nota łączna                                                                          | Kamiła Walijewa                                                                      | 272,71                                                                               | Rostelecom Cup 2021                                                                  | 27 listopada 2021                                                                    |
| Solistki                                                                             | Program dowolny                                                                      | Kamiła Walijewa                                                                      | 185,29                                                                               | Rostelecom Cup 2021                                                                  | 27 listopada 2021                                                                    |
| Solistki                                                                             | Program krótki                                                                       | Kamiła Walijewa                                                                      | 90,45                                                                                | Mistrzostwa Europy 2022                                                              | 13 stycznia 2022                                                                     |
| Pary sportowe                                                                        | Nota łączna                                                                          | Sui Wenjing / Han Cong                                                               | 239,88                                                                               | Zimowe igrzyska olimpijskie 2022                                                     | 19 lutego 2022                                                                       |
| Pary sportowe                                                                        | Program dowolny                                                                      | Anastasija Miszyna / Aleksandr Gallamow                                              | 157,46                                                                               | Mistrzostwa Europy 2022                                                              | 13 stycznia 2022                                                                     |
| Pary sportowe                                                                        | Program krótki                                                                       | Sui Wenjing / Han Cong                                                               | 84,41                                                                                | Zimowe igrzyska olimpijskie 2022                                                     | 18 lutego 2022                                                                       |
| Pary taneczne                                                                        | Nota łączna                                                                          | Madison Chock / Evan Bates                                                           | 232,32                                                                               | World Team Trophy 2023                                                               | 14 kwietnia 2023                                                                     |
| Pary taneczne                                                                        | Taniec dowolny                                                                       | Madison Chock / Evan Bates                                                           | 138,41                                                                               | World Team Trophy 2023                                                               | 14 kwietnia 2023                                                                     |
| Pary taneczne                                                                        | Taniec rytmiczny                                                                     | Madison Chock / Evan Bates                                                           | 93,91                                                                                | World Team Trophy 2023                                                               | 13 kwietnia 2023                                                                     |

## Wyniki

### Soliści
| Poz. | Zawodnik             | Nota łączna | SP | SP    | FS | FS     |
| ---- | -------------------- | ----------- | -- | ----- | -- | ------ |
| 1    | Lim Ju-heon          | 234,86      | 2  | 76,52 | 1  | 158,34 |
| 2    | Nika Egadze          | 234,82      | 1  | 83,95 | 2  | 150,87 |
| 3    | Kim Han-gil          | 217,31      | 4  | 74,25 | 3  | 143,06 |
| 4    | Arlet Levandi        | 216,12      | 3  | 74,47 | 6  | 141,65 |
| 5    | Semen Daniliants     | 212,07      | 6  | 70,08 | 5  | 141,99 |
| 6    | Samy Hammi           | 209,71      | 8  | 66,83 | 4  | 142,88 |
| 7    | Nikita Starosin      | 205,90      | 7  | 70,08 | 7  | 135,72 |
| 8    | Valtter Virtanen     | 200,83      | 9  | 65,74 | 8  | 135,09 |
| 9    | Burak Demirboğa      | 182,95      | 12 | 64,99 | 10 | 117,96 |
| 10   | Fedor Chitipakhovian | 182,14      | 11 | 65,46 | 11 | 116,70 |
| 11   | Kyryło Marsak        | 172,64      | 5  | 72,31 | 13 | 100,33 |
| 12   | Başar Oktar          | 171,60      | 10 | 65,72 | 12 | 101,88 |
| 13   | Dias Jirenbajew      | 168,77      | 13 | 50,54 | 9  | 118,23 |

### Solistki
| Poz. | Zawodniczka              | Nota łączna | SP  | SP    | FS  | FS     |
| ---- | ------------------------ | ----------- | --- | ----- | --- | ------ |
| 1    | Marija Sieniuk           | 175,75      | 3   | 58,28 | 1   | 117,47 |
| 2    | Choi Da-bin              | 171,00      | 1   | 59,70 | 2   | 111,30 |
| 3    | Alina Urushadze          | 166,62      | 2   | 58,80 | 3   | 107,82 |
| 4    | Kristina Lisovskaja      | 158,09      | 4   | 57,08 | 4   | 107,82 |
| 5    | Jade Hovine              | 154,51      | 5   | 54,79 | 5   | 99,72  |
| 6    | Eliška Březinová         | 143,09      | 9   | 47,22 | 6   | 95,87  |
| 7    | Sofija Farafonowa        | 139,74      | 7   | 51,51 | 7   | 88,23  |
| 8    | Nurija Sulejmen          | 134,94      | 8   | 49,63 | 9   | 85,31  |
| 9    | Anna Lewkowiec           | 133,14      | 10  | 46,63 | 8   | 86,51  |
| 10   | Yun Ah-sun               | 130,69      | 12  | 45,91 | 10  | 84,78  |
| 11   | Maria Chernyshova        | 128,91      | 6   | 54,22 | 12  | 74,69  |
| 12   | Niginabonu Jamoliddinova | 115,12      | 13  | 38,83 | 11  | 76,29  |
| 13   | Antonina Dubinina        | 113,96      | 11  | 46,22 | 14  | 67,74  |
| 14   | Amina Aleksiejewa        | 106,42      | 14  | 31,84 | 13  | 74,58  |
| 15   | Russalina Szakrowa       | 93,44       | 15  | 31,70 | 15  | 61,74  |
| WD   | Kim Min-chae             | DNS         | DNS | DNS   | DNS | DNS    |

### Pary taneczne
| Poz. | Zawodnicy                                      | Nota łączna | RD | RD    | FD  | FD     |
| ---- | ---------------------------------------------- | ----------- | -- | ----- | --- | ------ |
| 1    | Diana Davis / Gleb Smołkin                     | 192,67      | 1  | 76,56 | 1   | 116,11 |
| 2    | Jennifer Janse van Rensburg / Benjamin Steffan | 179,42      | 2  | 69,81 | 2   | 109,61 |
| 3    | Marija Pińczuk / Mykyta Pogoriełow             | 167,22      | 6  | 61,48 | 3   | 105,74 |
| 4    | Milla Ruud Reitan / Nikolaj Majorov            | 160,76      | 5  | 62,94 | 4   | 97,82  |
| 5    | Zoe Larson / Andrij Kapran                     | 154,36      | 3  | 63,05 | 5   | 91,31  |
| 6    | Adrienne Carhart / Oleksandr Kolosovskyi       | 150,19      | 4  | 62,97 | 8   | 87,22  |
| 7    | Sofiia Dovhal / Wiktor Kulesza                 | 147,72      | 9  | 58,55 | 6   | 89,17  |
| 8    | Marija Ignatiewa / Danijil Szemko              | 147,16      | 8  | 59,53 | 7   | 87,63  |
| 9    | Anastasija Polibina / Pawieł Gołowisznikow     | 146,01      | 7  | 59,93 | 10  | 87,22  |
| 10   | Karla Maria Karl / Kai Hoferichter             | 140,81      | 10 | 54,40 | 9   | 86,41  |
| 11   | Natalia Pallu-Neves / Jayin Panesar            | 131,59      | 11 | 53,17 | 11  | 86,41  |
| WD   | Viktoriia Azroian / Artur Gruzdev              | DNF         | 12 | 49,23 | DNS | DNS    |